# Numicia doleib
Numicia doleib är en insektsart som beskrevs av Rauno E. Linnavuori 1973. Numicia doleib ingår i släktet Numicia och familjen Tropiduchidae. Inga underarter finns listade i Catalogue of Life.